# Archophileurus temnorrhynchodes
Archophileurus temnorrhynchodes är en skalbaggsart som beskrevs av Lamant-voirin 1995. Archophileurus temnorrhynchodes ingår i släktet Archophileurus och familjen Dynastidae. Inga underarter finns listade.